# Semacode

本記事の英語版URLを示すセマコード

Semacode（セマコード）は、カナダのオンタリオ州ウォータールーに本社を置くソフトウェア会社、また、機械可読ISO / IEC 16022Data Matrix バーコードの商標名でもあり、インターネット上ウェブサイトのURLエンコードに使用される。
セマコードは、携帯電話のWebブラウザで使用するWebサイトアドレスをすばやくキャプチャするために、カメラを内蔵した携帯電話で使用することを主な目的としている。セマコードは、実際にはDataMatrixでエンコードされたURLである。
セマコードのWebサイトによると、セマコードタグは「オープンシステム」であり、タグの作成は「完全に無制限」、SDKソフトウェアツールについては非商用での使用は無料である。
セマコードタグの用途はまだ開発中であり、情報収集と情報交換のためのデバイスとして携帯電話を使用するためのソフトウェア開発をサポートしている。